# Replica (album)
Replica è il quinto album in studio del musicista statunitense Oneohtrix Point Never, pubblicato nel 2011.

## Tracce
Musiche di Daniel Lopatin.
1. Andro – 3:56
2. Power of Persuasion – 3:30
3. Sleep Dealer – 3:10
4. Remember – 3:19
5. Replica – 4:36
6. Nassau – 4:43
7. Submersible – 3:49
8. Up – 3:57
9. Child Soldier – 3:12
10. Explain – 6:45